# 安度西亞斯

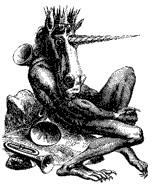
科兰·戴·布兰西所著《地獄辞典》的安度西亞斯畫像。

安度西亞斯（英語：Amduscias），是所罗门七十二柱魔神中排第67位的魔神，位阶公爵，统帅29个军团，別名「安布西亞斯」（Ambuscias）。是隻独角兽，会幻化成人型。能发出各种乐器的声音，或弯曲树木。

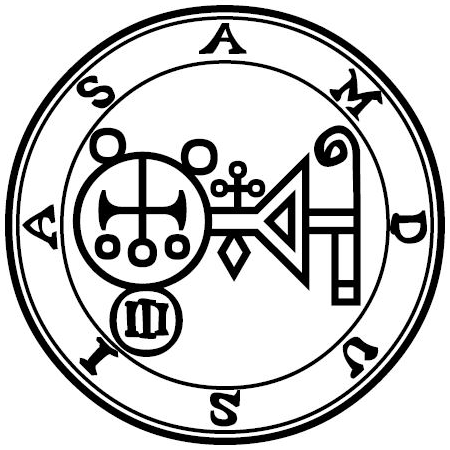
安度西亚斯印章